# Фосфатирование
Фосфатирование (устаревшее название паркеризация) — покрытие цветных и чёрных металлов слоем фосфатов с целью повышения износостойкости, увеличения твердости и защиты от коррозии. Один из способов фосфатирования, который в 1918 году был запатентован американской фирмой  «Паркер» (Parker R. Р. С.), получил название «паркеризация».  

## Назначение
Фосфатированию подвергаются: чугун, низколегированные, углеродистые стали, кадмий, цинк, медь и её сплавы, алюминий. Фосфатированию плохо поддаются высоколегированные стали. Цвет фосфатного покрытия колеблется от светло-серого до тёмно-серого, почти чёрного.
Плёнка фосфатов не только предотвращает коррозию металла, но и является отличным грунтом под лакокрасочные покрытия. Она не только повышает адгезию краски к металлу, но и существенно замедляет подпленочную коррозию при повреждении краски, поэтому часто используется в автомобильной промышленности.  
Помимо защитных, фосфатные покрытия обладают электроизоляционными и антифрикционными свойствами. Фосфатированию подвергают крепежные детали с последующей пропиткой смазочными веществами. Такие покрытия не смачиваются расплавленными металлами, поэтому их применяют для обработки деталей в металлургии. Кроме того, для фосфатирования не требуется сложное оборудование и точное регулирование режима обработки, а размеры деталей после нанесения покрытия не меняются.  
При производстве стрелкового оружия один из вариантов фосфатирования (паркеризации) часто называется оксидировкой. Среди её достоинств выделяют высокую прочность и долговечность получаемых покрытий, которые хорошо предохраняют детали от ржавчины. Помимо этого, отмечают безвредность используемых химических реактивов для рабочего персонала и высокую технологичность производственного процесса. 

## Технология
Процесс фосфатирования стальных и чугунных изделий осуществляется методом погружения в раствор кислых солей фосфатов железа, марганца, цинка. При этом на поверхности формируется плёнка нерастворимых двух- и трехзамещенных фосфатов железа. В зависимости от состава электролита температура фосфатирования составляет 45—95 °C, продолжительность от нескольких минут до часа. На шлифованной поверхности при горячем фосфатировании образуются пористые фосфатные пленки толщиной 10—15 мкм, а на хорошо обработанной поверхности — мелкокристаллические фосфатные пленки толщиной 2—4 мкм.
Технологический процесс состоит из механической очистки деталей от ржавчины и окалины, обезжиривания и травления. В процессе роста фосфатного слоя поверхность металла изолируется от раствора, процесс замедляется, о чём свидетельствует прекращение выделения пузырьков водорода. Стабильность растворов фосфатирования определяется концентрацией свободной ортофосфорной кислоты.